# Макбрэйн, Нико
Ма́йкл Ге́нри Ма̀кбрэ́йн (он же «Ни́ко» Ма̀кбре́йн англ. Nicko McBrain; род. 5 июня 1952 Хэкни, Лондон) — британский музыкант, автор песен. Бессменный барабанщик группы Iron Maiden c конца 1982 года до конца 2024 года. Занимает 11-е место в списке 50-ти лучших барабанщиков рока по версии журнала Classic Rock, а также 13-е место в списке лучших хард-рок и метал барабанщиков всех времён по версии Loudwire.
В декабре 2024 года заявил, что больше не будет выступать на живых выступлениях с Iron Maiden.

## Биография

### Детство
Майкл Генри Макбрэйн родился 5 июня 1952 года в «Лондоне в пределах Кокни», в семье выходцев из Шотландии. Своё прозвище «Нико» музыкант получил ещё в детском саду за любовь к плюшевому медвежонку по кличке «Николас». Он не расставался со своим другом нигде, даже за едой. Вдобавок ко всему, родители ласково называли его «Ники». Отец Майкла обожал джаз и пытался привить любовь к джазу и сыну. В то время, когда дети мечтали о велосипедах и игрушках, Майкл хотел иметь хотя бы один барабан и пару палочек к нему. Его кумиром был Джо Морелло, ударник легендарного джазового коллектива Дэйва Брубека.

### Начало карьеры
Его первой группой стала команда «The 18th Fairfield Walk», почти не имевшая собственных сочинений и игравшая преимущественно композиции Битлз и Otis Redding. Затем начинающий ударник примкнул к «Wells Street Blues Band», игравшей только блюз. Но и с этой группой не было связано никаких воспоминаний и никаких работ в сфере звукозаписи. В течение года Макбрэйн скитался в поисках работы, пока случайно не наткнулся на объявление о том, что новой группе требуется ударник.

### Streetwalkers
Первые профессиональные записи он сделал с музыкантами группы Streetwalkers (англ. Streetwalkers), организованной певцом Роджером Чепменом и гитаристом Чарли Уитни сразу после распада прославленной команды Family. Дополнив в 1976 году состав группы, кроме Нико МакБрейна, басистом Джоном Плотелем, ансамбль выпустил диск Downtown Flyers 1975, который вдохновлялся, главным образом, соул и ритм-энд-блюзом. После серии удачных выступлений в студенческой аудитории — главным образом в Германии — ансамбль выпустил третий диск Red Card 1976, который попал в двадцатку британских альбомных списков, что послужило его продвижению в музыкальной деятельности. Однако этот успех оказался недолгим и был подпорчен внутренними трениями в коллективе. В июле 1976 года Нико МакБрейн был вынужден уйти из группы.

### Pat Travers Band
После недолгих скитаний 25-летний ударник был замечен в составе группы Pat Travers Band — группе известного блюзового гитариста Пата Траверса, но довольно быстро покинул состав, выпустив два альбома в 1977 — Makin' Magic и Putting It Straight. Причину ухода Нико пояснял неуёмной жадностью своего шефа и профессиональными амбициями.

### Разные коллективы
Четыре года с 1977 по 1982 молодой Макбрэйн получал скромные для среднего британца гонорары, играя в клубах, пабах и небольших стадионах в составе многих хард-блюз коллективов. Одна из них называлась Stretch, которая специализировалась на публичных выступлениях и в составе которой были записаны несколько треков для альбома «Forget the Past» 1978 года. В состав также входили Stretch (вокал), Джон Кук (клавиши), Стив Эмери (бас), Крис Мерсер (гармоника), Кирби Грегори (гитара). Другая McKittie, которая в 1981 году играла на фестивале в Бельгии перед Iron Maiden.
А чуть позже Нико оказался в роли сессионного барабанщика у французских металлистов Trust, которым также довелось играть на одних подмостках с Iron Maiden. Когда менеджменту Iron Maiden стало понятно, что ударник Клайв Барр ненадолго задержится в группе, Нико оказался первым кандидатом на замену.

### Iron Maiden
В середине 1990-х фирмой EMI было переизданы все синглы, выпущенные группой Iron Maiden за десять лет, в виде 10 дисков, на каждый из которых попало по два сингла. Каждый диск включал в себя комментарии Нико МакБрейна — забавная сага под названием «Listen With Nicko!» в 10 частях. Нико вложил в эти треки весь свой комический талант: помимо рассказов о малоизвестных моментах истории группы, он рассказывал слушателям обо всяких забавных случаях из жизни музыкантов.
В январе 2023 года Нико Макбрэйн перенес инсульт, о котором сообщил 3 августа 2023 года на официальном сайте Iron Maiden во время The Future Past Tour, подтвердив тем самым курсировавшие догадки среди поклонников группы относительно состояния его здоровья. Причиной подозрений послужили изменения барабанных партий Макбрэйна в сторону упрощения, которые можно было наблюдать во время тура в таких песнях, как Caught Somewhere In Time, The Trooper, Wasted Years. К счастью, инсульт оказался легким и Нико после терапии смог начать репетиции с группой и принять участие в первой части турне, проходившего в Европе. Однако, по сообщению музыканта, в будущем реабилитация продолжится.
В декабре 2024 года объявил о прекращении выступлений с Iron Maiden.

«Что я могу сказать? Гастроли с [Iron] Maiden, в которых я участвовал последние 42 года, были невероятным путешествием! Спасибо моим преданным поклонникам: благодаря вам это все стоило того, и я люблю вас! Моей преданной жене Ребекке: с тобой это было невероятно проще, и я люблю тебя! Моим детям, Джастину и Николасу: спасибо, что с пониманием отнеслись к моим отлучкам, и я люблю вас! Моим друзьям, которые всегда рядом со мной: я люблю вас! Моим коллегам по группе: вы воплотили мою мечту в реальность, и я люблю вас!»

## Аппаратура
Долгое время МакБрэйн использовал барабаны Premier и тарелки Paiste. Ранее он был давним эндорсером барабанов Sonor, но в начале 1990-х начал играть на барабанах Premier. При записи альбома A Matter of Life and Death МакБрэйн использовал малый барабан по прозвищу «Зверь». Этот барабан был куплен ещё в 1975 году — модель Ludwig LM 402. Это самый старый барабан в его ударной установке (не используется в концертных выступлениях Iron Maiden). C 2016 года Нико использовал барабаны Sonor, играя на них в туре The Book Of Souls World Tour и туре Legacy of the Beast World Tour. С 2023 года в туре The Future Past Tour Нико играет на барабанах British Drum Co., а также использует новые пластики от фирмы Code Drum Heads, прекратив давнее сотрудничество с Remo Drumheads.

## Заметки
- Прозвище Нико приклеилось к Майклу на всю жизнь, когда он и клавишник Билли Дей шли на встречу к менеджеру из CBS Records. Билли Дей представил Майкла как своего итальянского друга. Он сказал: «Его имя — Нико». Майклу понравилось прозвище и он решил использовать его как сценический псевдоним.
- 18 августа 1983 года музыканты Iron Maiden удалились за сцену во время барабанного соло Нико, Стив Харрис обнаружил, что его бас-гитара не работает и попросил кого-то из обслуживающего персонала передать Нико, чтобы тот растянул соло, пока Стив починит неисправность. Однако техник не знал, как общаться с Нико во время концерта. Он встал перед помостом с барабанами и начал размахивать руками и кричать. В результате Нико ничего не понял и сбился с ритма. После концерта разъяренный барабанщик выловил виновника и ударил его по лицу. Стив вступился за ни в чём не повинного молодого человека, что вылилось в 30-минутный скандал.
- В 1983 году, на Багамах, был снят видеоклип к песне «Flight Of Icarus» из четвёртого студийного альбома Iron Maiden «Piece Of Mind». Нико предстает в видеоклипе в роли Дедала — старца с красным гримом на лице и кусочками земляничного джема, вываливающимися изо рта. Во время съемок на площадке разразилась гроза, молнии бороздили все небо, и было решено заснять Нико на фоне полыхающих туч. Полчаса его продержали под проливным дождем, но кроме простуды Нико, из этой затеи так ничего и не вышло.
- Макбрэйн — страстный игрок в гольф.
- Во время выступлений играет босиком.
- 22 марта 2007 года у Макбрэйна отобрали водительские права, наложили штраф в 500 фунтов и отстранили от вождения на шесть месяцев. На автостраде M74 около Локерби, Шотландия скорость его автомобиля достигла около 110 км/ч. Он признал себя виновным в содеянном по всем пунктам и безоговорочно выплатил штраф, поскольку он не мог присутствовать на суде во время мирового турне с Iron Maiden.
- До того как он стал ударником в Iron Maiden, Макбрэйн снялся в роли дьявола в клипе группы «The Number of the Beast» .
- В настоящее время он является менеджером малоизвестной нью-йоркской хард-рок-группы Voices of Extreme или V.O.X.
- Он участвовал в написании музыки к композиции «New Frontier» из альбома Iron Maiden 2003 года Dance of Death. Основную тему Нико написал на бас-гитаре.
- Является христианином.

## Дискография

### Streetwalkers
- Downtown Flyers (1975)
- Red Card (1976)

### Pat Travers
- Making Magic (1977)
- Putting it Straight (1977)

### Stretch
- Forget the past (1978)

### Trust
- Marche ou Creve (оригинальное издание на французском), Savage (версия на английском) (1981)

### Iron Maiden
- Piece of Mind (1983)
- Powerslave (1984)
- Live After Death (1985) Live
- Somewhere in Time (1986)
- Seventh Son of a Seventh Son (1988)
- No Prayer for the Dying (1990)
- Fear of the Dark (1992)
- Live at Donington (1992) Live Album
- A Real Live One (1993) Live Album
- A Real Dead One (1993) Live Album
- The X Factor (1995)
- Virtual XI (1998)
- Brave New World (2000)
- Rock in Rio (2002) Live Album
- Dance of Death (2003)
- Death on the Road (2005) Live Album
- A Matter of Life and Death (2006)
- The Final Frontier (2010)
- The Book of Souls (2015)
- Senjutsu (2021)